# 尖峰镇
尖峰镇，是中华人民共和国海南省乐东黎族自治县下辖的一个乡镇级行政单位。

## 行政区划
尖峰镇下辖以下地区：
尖峰村、翁毛村、凤田村、山道村、红湖村、长安村、白沙村、岭头村、海滨村、黑眉村和抱罗村。